# Menetes berdmorei
O Menetes berdmorei é um esquilo encontrado no sudeste asiático, do leste de Mianmar ao Vietnã. É a única espécie do gênero Menetes. Está, contudo, ausente da península malaia, bem como das ilhas.
O esquilo raramente avistado tem uma parte traseira de cinza-marrom e uma barriga branca. O mais marcante são as listras na lateral - em cada lado uma bege e abaixo uma tarja preta. A cabeça é pontiaguda, então este esquilo se assemelha a um rato ou um tupaia. Seu comprimento é de 20 cm, não incluindo os 15 cm de cauda. Passa a maior parte do tempo na espessa mata em baixo das florestas tropicais. No entanto, também é encontrado em campos ou aldeias, especialmente em lavouras de arroz. Apesar de ser bastante comum muito pouco se sabe sobre a vida do esquilo.